# ماریا گالیانا
ماریا گالیانا (اسپانیایی: María Galiana‎؛ زادهٔ ۳۱ مهٔ ۱۹۳۵) بازیگر اهل اسپانیا است. وی از سال ۱۹۸۵ میلادی تاکنون مشغول فعالیت بوده‌است.
از فیلم‌ها یا برنامه‌های تلویزیونی که وی در آن نقش داشته است، می‌توان به نابرده رنج، گنج میسر نمی‌شود، روزگار خوش و تاپاس اشاره کرد.